# Záboří (district de Strakonice)
Pour les articles homonymes, voir Záboří.
Záboří (en allemand : Saborsch) est une commune du district de Strakonice, dans la région de Bohême-du-Sud, en République tchèque. Sa population s'élevait à 335 habitants en 2020.

## Géographie
Záboří se trouve à 15 km au nord-nord-ouest de Strakonice, à 66 km au nord-ouest de České Budějovice et à 90 km au sud-ouest de Prague.
La commune est limitée par Kadov au nord, par Lažánky et Blatná à l'est, par Bratronice au sud, et par Čečelovice à l'ouest.

## Histoire
La première mention écrite du village date de 1298.